# Pia Enochsson
Eva-Pia Margaretha Siggesdotter Enochsson, född 16 augusti 1949, är en svensk ämbetsman.
Enochsson är utbildad lärare och har arbetat med utbildningsfrågor både på kommunal nivå och på Utbildningsdepartementet. Under åren 1994–1997 var Enochsson socialdemokratisk statssekreterare. Därefter har hon varit generaldirektör, först för Glesbygdsverket 1998–2003 och sedan för Myndigheten för skolutveckling från 2004 till dess avveckling 2008. 
2009 utsågs hon till generaldirektör för Myndigheten för yrkeshögskolan, en post hon lämnade 2013 efter bland annat kritik av myndighetens marknadsföring och statistik samt ledningsfrågor.
Hon har under perioden 2015-2018 varit ordförande i regeringens delegation för Yrkesintroduktionsanställningar YA samt bland annat haft ett uppdrag som samordnare med uppdrag att se över behovet av åtgärder för att säkerställa att utbudet av arbetskraft inom byggbranschen.  Hon är styrelseledamot bland annat i Radix AB och Ung Företagsamhet.